# ジョー・スクラファニ
ジョセフ・カルロ・スクラファニ（Joseph Carlo Sclafani、1990年4月22日 - ）は、アメリカ合衆国ニューヨーク州ブルックリン区出身の元プロ野球選手(内野手)。

## 経歴
2012年のMLBドラフトでヒューストン・アストロズにドラフト14巡目(全体429位)指名され、6月8日に契約を結び、プロ入りを果たした。
6月9日に傘下ルーキー級グリーンビル・アストロズに配属された。ただ出場することは無かった。6月14日に傘下A-級トリシティ・バレーキャッツに配属された。ここでは70試合に出場し、打率.271、1本塁打、36打点、72安打、16盗塁を記録した。
2013年4月1日に傘下A級クァッドシティズ・リバーバンディッツに配属され、開幕を迎えた。ここでは19試合に出場し、打率.241、0本塁打、9打点、17安打、3盗塁を記録した。5月7日に傘下A+級ランカスター・ジェットホークスに配属された。ここでは92試合に出場し、打率.302、7本塁打、53打点、104安打、16盗塁を記録した。
オフにはオーストラリアのウィンターリーグであるオーストラリアン・ベースボールリーグ(ABL)に参加し、アデレード・バイトに所属した。46試合に出場し、打率.259、1本塁打、15打点、45安打、10盗塁を記録した。
2014年4月2日に傘下AA級コーパスクリスティ・フックスに配属された。4月4日に傘下AAA級オクラホマシティ・レッドホークス(現：オクラホマシティ・コメッツ)に配属されたが、4月6日に傘下AA級フックスに配属され、開幕を迎えた。ここでは36試合に出場し、打率.285、1本塁打、15打点、41安打、2盗塁を記録した。6月1日に傘下AAA級レッドホークスに配属された。ここでは62試合に出場し、打率.339、2本塁打、25打点、65安打、7盗塁を記録した。
2015年1月13日にメジャーのスプリングトレーニングに招待されることが発表された。開幕は傘下AAA級フレズノ・グリズリーズで迎えた。4月25日に傘下AA級フックスに降格した。ここでは3試合に出場した。4月30日に傘下AAA級グリズリーズに昇格した。グリズリーズでは72試合に出場し、打率.300、0本塁打、25打点、66安打、4盗塁を記録した。
オフの10月21日に第1回WBSCプレミア12のアメリカ合衆国代表に選出された。初戦のドミニカ共和国戦でウィルキン・ラミレスに併殺潰しのスライディングをされ、負傷退場した。以降、欠場が続いた。決勝の韓国戦に「7番 指名打者」で先発出場し復帰。この試合でアメリカ合衆国代表は敗北し、準優勝となった。
2016年1月1日に前年に続き2年連続でメジャーのスプリング・トレーニングに招待されることが発表された。3月31日に解雇された。

## 詳細情報

### 代表歴
- 2015 WBSCプレミア12 アメリカ合衆国代表